# 자연사 박물관 (런던)

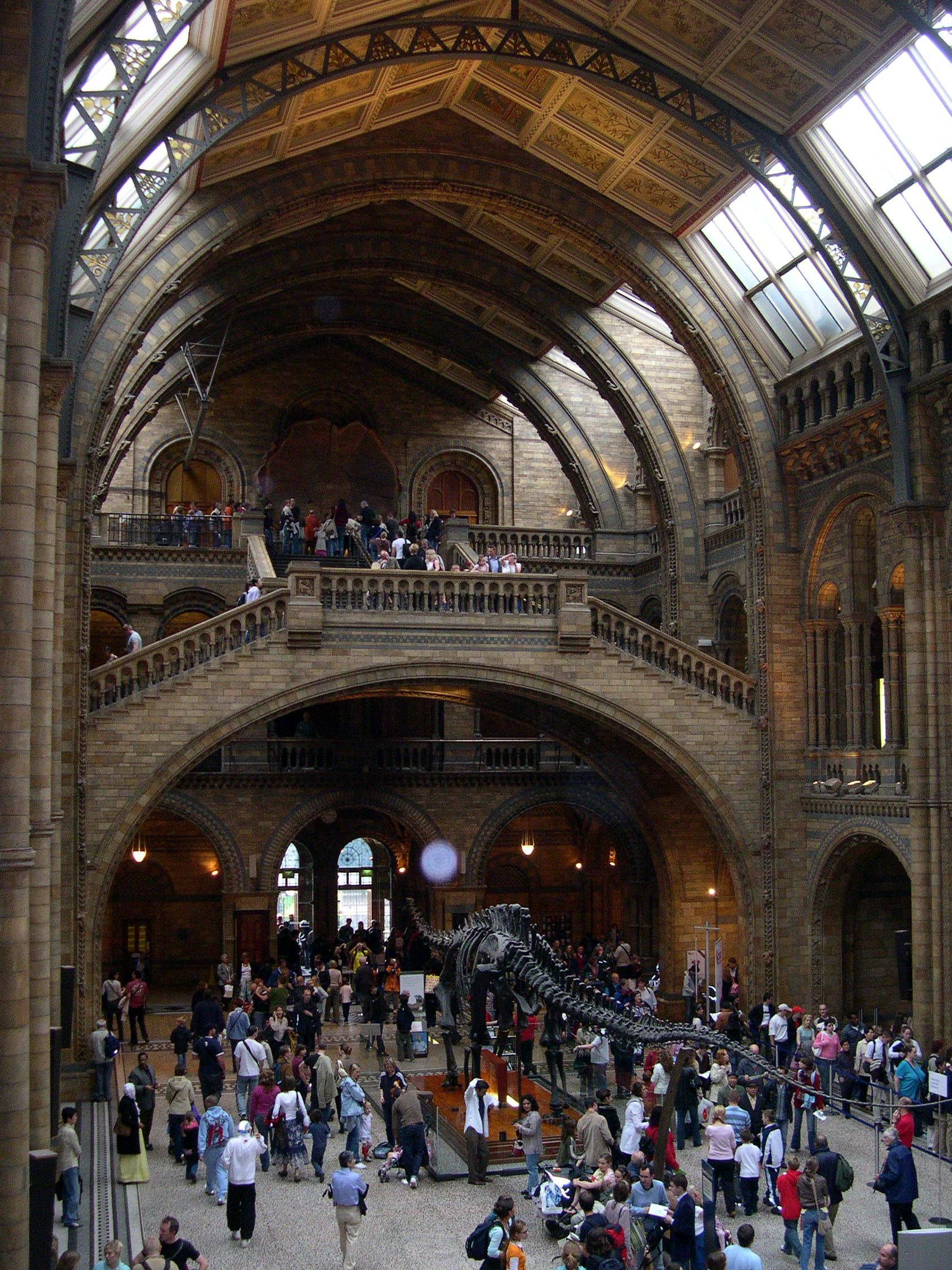
자연사 박물관

자연사 박물관(Natural History Museum)은 자연사의 수많은 단면을 차지한 방대한 양의 표본을 전시해 놓은 영국의 국립 박물관이다. 런던 과학 박물관, 빅토리아 앨버트 박물관과 함께, 런던 사우스켄징턴의 엑시비션 로에 자리한 세 주요 박물관 중 하나다. 다만 자연사 박물관의 정면은 크롬웰 로를 향해 위치해 있다.

## 같이 보기
- 스테고사우루스